# Lepidocyrtus eeu
Lepidocyrtus eeu är en urinsektsart som beskrevs av Christiansen och Bellinger 1992. Lepidocyrtus eeu ingår i släktet Lepidocyrtus och familjen brokhoppstjärtar. Inga underarter finns listade i Catalogue of Life.